# Maestro Landi
Maestro Landi è un film del 1935 diretto da Giovacchino Forzano.

## Produzione
Prodotto da Giavacchino Forzano su un soggetto tratto dalla sua commedia omonima, il film fu girato nell'autunno del 1934 all'interno degli Stabilimenti Tirrenia, per uscire nelle sale all'inizio del 1935.

## Trama
La storia del contadino musicante Landi che per cambiare vita lascia la campagna per la città di Firenze, ma trovare un nuovo lavoro non è facile quando accetterà di intraprendere il lavoro di boia come Maestro Landi, alla servitù del Granduca, ben sapendo che il nobile grazia sempre i condannati e non lo obbligherà ad uccidere un cristiano cosa che spaventa il nuovo boia.
Sennonché il Granduca condanna a morte un carcerato senza possibilità di grazia, Maestro Landi è disperato sino a quando due giovani fanciulle convinceranno il Granduca a sollevare il boia dal suo incarico, ma Landi sarà obbligato a lasciare il lavoro per tornare ai campi.

## La critica
Filippo Sacchi, nelle pagine del Corriere della Sera del 21 aprile 1935, « In confronto ad altri film di Forzano, un'opera di modeste proporzioni. In tutta la prima parte, che racconta le peripezie e le miserie del povero strimpellatore, non mancano le risorse comiche ed episodi briosi, come quello dei cadaveri da fiera. Nell'ultima che comincia dal momento in cui Landi apprende dell'esecuzione, era difficile trovare la fusione giusta tra l'elemento macabro e il grottesco »